# Johann Alexander Wisniewsky
Johann Alexander Wisniewsky (* 23. Mai 1929 in Langenbielau, Landkreis Reichenbach; † 3. Februar 2012 in Lingen (Ems)) war ein deutscher Unternehmer.

## Werdegang
Wisniewsky stammte aus Niederschlesien und kam 1946 als Heimatvertriebener nach Lingen im Emsland. Aus der 1958 gegründeten Drogerie „Zum Goldenen Becher“, in der er in der eigenen Dunkelkammer Kundenfilme und Bilder entwickelte, baute er das industrielle Fotogroßlabor „colibri“ auf, das in den 1980er Jahren eines der führenden Unternehmen in dieser Branche war. Mit dem Einzug der Digitalfotografie und weil er in der eigenen Familie keinen Nachfolger gefunden hatte, verkaufte er 1991 das Unternehmen mit seinen drei Standorten (Colibri Lingen; Colorfix Dortmund und iZett Regensburg) an die Firma Kodak in Stuttgart.
1995 gründete er die „Johann-Alexander-Wisniewsky-Stiftung“ mit einem Stiftungskapital von drei Millionen DM. Stiftungszweck ist die Förderung der musisch-kulturellen Bildung, die Erforschung der neueren emsländischen Geschichte und die Unterstützung des Hospiz-Gedankens im Emsland. Die Stiftung leistete u. a. Anschubfinanzierungen für die Hospizvereine im Emsland. Darüber hinaus unterstützt sie die Aus- und Weiterbildung der Hospizmitarbeiter. Seit ihrem Bestehen hat die Wisniewsky-Stiftung über eine Million Euro an Fördergeldern ausgeschüttet.

## Ehrungen
- 2002: Emslandmedaille
- 2005: Bundesverdienstkreuz
- 2005: Niedersächsischer Verdienstorden am Bande